# Mbombela

Mbombelas läge i provinsen Mpumalanga.

Mbombela är en kommun (local municipality) i Ehlanzenidistriktet i den sydafrikanska provinsen Mpumalanga. Kommunen hade 588 794 invånare vid folkräkningen 2011, på en yta av 5 394,40 kvadratkilometer. Huvudorten är staden Mbombela (före detta Nelspruit). Mbombelas centralort hade 58 672 invånare 2011. Den största befolkningskoncentrationen i kommunen finner man i den östra delen, där många orter och byar radar upp sig från Crocodile River och norrut. De folkrikaste orterna i kommunen var (vid folkräkningen 2011) Mbombela, Matsulu (47 306 invånare) och Daantjie (39 998 invånare).
Kommunen formades år 2000. Vid folkräkningen 2011 var 89,4 procent svarta afrikaner, 8,7 procent vita, 1,0 procent färgade och 0,7 procent med asiatiskt ursprung.

## Orter med över 10000 invånare[1]
- Daantjie
- Gutshwa
- KaBokweni
- Kanyamazane
- Mahushu
- Matsulu
- Mbombela (Nelspruit)
- Msogwaba
- Ngodini
- Nyamazaneni
- Phola
- Pienaar
- Tshabalala
- White River
- Zwelisha